# Gitara rezofoniczna
Gitara rezofoniczna (gitara „Dobro”) –  rodzaj gitary akustycznej skonstruowany w 1927 przez muzyków George'a Beauchampa i Johna Dopyerę w celu wzmocnienia dźwięku zwykłej gitary akustycznej.

## Budowa i dźwięk
Najważniejszym elementem różniącym gitarę rezofoniczną od zwykłej gitary akustycznej jest obecność drgającej, metalowej membrany, będącej dodatkowym rezonatorem akustycznym. Opiera się on na pudle rezonansowym i jednocześnie stanowi podparcie dla stalowych strun.
Za sprawą charakterystyki częstotliwościowej rezonatora dźwięk takiej gitary jest ostry i metaliczny, a jego natężenie większe niż w przypadku zwykłej gitary akustycznej.

## Wykorzystanie
Gitara rezofoniczna zyskała popularność wśród pierwszych muzyków bluesowych i country. Później została wyparta przez wygodniejszą w grze gitarę elektryczną.
Wykorzystana została np. przez George'a Harrisona w nagraniu utworu „Crippled Inside” pochodzącego z albumu Imagine (1971) Johna Lennona, jak również przy nagrywaniu albumu Missing... Presumed Having a Good Time (1990) grupy Notting Hillbillies z udziałem Marka Knopflera. Rezofoniczna gitara National Style O Resonator została umieszczona na okładce albumu Brothers in Arms (1985) brytyjskiego zespołu Dire Straits; została wykorzystana przez Knopflera na początku piosenki „Romeo and Juliet”. Jednym z polskich muzyków grających na gitarze rezofonicznej jest Dariusz Czarny.

## Gitara Dobro
Jedną z pierwszych produkowanych seryjnie gitar rezofonicznych była gitara Dobro. Nazwa „Dobro” jest znakiem towarowym firmy braci Dopyerów, pochodzącym od pierwszych sylab angielskiej firmy Dopyer Brothers („bracia Dopyerowie”), jak również od słowa dobro obecnego w wielu językach słowiańskich (bracia Dopyerowie byli Amerykanami pochodzenia słowackiego). „Dobro” jest obecnie znakiem towarowym Gibson Guitar Corporation.